# 伊桑拉
伊桑拉（法語：Issanlas）是法国阿尔代什省的一个市镇，属于拉尔让蒂埃区（Largentière）库库龙县（Coucouron）。该市镇2009年时的人口为102人。

## 人口
伊桑拉人口变化图示
| 数据来源：INSEE |